# Stazione di Rezzato (FRV)
La stazione di Rezzato fu lo scalo capolinea della ferrovia Rezzato-Vobarno. Serviva l'omonimo comune ed era situata nei pressi della stazione ferroviaria sulla linea Milano-Venezia.

## Storia
La stazione fu aperta all'esercizio il 16 maggio 1897 contemporaneamente al tronco limitato fino a Tormini. La ferrovia fu poi completata il 16 dicembre dello stesso anno, quando raggiunse il capolinea originario di Vobarno Ferriera.
Lungo il suo arco di vita la stazione seguì tutte le vicende societarie della linea ferroviaria: fino al 1904 fu gestita dalla Società Anonima per la ferrovia Rezzato-Vobarno e Valle Sabbia (FRVVS), dal 1904 al 1909 dalla Società Anonima per la Ferrovia Rezzato-Vobarno-Caffaro e quindi dalla provincia di Brescia fino alla prima guerra mondiale, quando l'esercizio passò alle Ferrovie dello Stato (FS). Nel 1921 fu ceduta dalla provincia alla Società Elettrica Bresciana (SEB), che gestiva la rete tranviaria extraurbana di Brescia. Nel 1930 la SEB costituì una nuova società anonima, la Ferrovia Rezzato-Vobarno (FRV), che prese in carico l'esercizio della ferrovia.
Nell'agosto 1931, per decisione della SEB, in modo da evitare l'impiego della nuova statale Gardesana Occidentale, i mezzi della tranvia Brescia-Salò-Toscolano furono instradati sulla Rezzato-Vobarno fra la fermata di Virle e la stazione di Tormini. La stazione di Rezzato non fu coinvolta nel processo, ma mantenne il servizio ferroviario, con treni misti per Vobarno Ferriera, che fu soppresso in un momento imprecisato durante la seconda guerra mondiale.
La stazione rimase funzionante per il solo servizio merci e fu deposito delle locomotive bagagliaio dei gruppi 02÷03 e 04÷05 della Tramvie Elettriche Bresciane (TEB). Nel 1963 la società FRV fu ceduta alla Falck. L'attività della stazione terminò il 23 marzo 1968, quando si chiuse l'esercizio ferroviario della linea.

## Strutture e impianti
Il fabbricato viaggiatori era a pianta quadrata, dotato di un tetto a due spioventi e un porticato sul lato sud-est. Era posizionato a nord del fabbricato viaggiatori della stazione ferroviaria della Milano-Venezia.
Il piazzale binari si sviluppava a monte del fabbricato viaggiatori. Era dotato di tre binari di manovra, mentre un altro binario lo raccordava con una fornace di calce. Da quest'ultimo si diramavano altri binari diretti alla rimessa locomotive, all'officina di manutenzione e a un altro raccordo a servizio allo stabilimento dell'impresa Ridolfi. La rimessa dei treni e l'officina erano entrambe dotate di capannone.
Nel periodo di esercizio della provincia di Brescia e delle FS, la stazione risultava dotata di una piattaforma girevole dal diametro di 4,5 m, di una torre dell'acqua  con rifornitore dalla capacità di 10 000 l e di un ponte a bilico per carri dalla portata di 30 t.

## Movimento
La stazione fu capolinea del servizio viaggiatori diretto a Vobarno Ferriera. Fece eccezione il periodo compreso fra il 4 agosto 1900 al 9 gennaio 1902 dove le corse della linea ferroviaria furono instradate sulla stazione della Milano-Venezia al fine di proseguire fino a Brescia, grazie a un accordo fra l'impresa gerente e la Società Meridionale.